# Christbaumloben
Das Christbaumloben in Teilen Schwabens und Vorarlbergs, bzw. auch Christbaumschauen in Teilen Frankens und der Oberpfalz, ist ein Brauch in der weihnachtlichen Zeit, bei dem der Christbaum von Verwandten, Bekannten oder Nachbarn begutachtet und beurteilt wird.

## Ablauf des Christbaumlobens
In der Regel zwischen den Weihnachtsfeiertagen und dem Fest der Heiligen Drei Könige werden beim Christbaumloben in kleineren Gruppen Nachbarn bzw. Bekannte besucht, um deren geschmückte Christbäume zu beurteilen. Während der Begutachtung wird der jeweilige Christbaum bei Hervorhebung dessen ästhetischer Eigenschaften mit lobenden Worten überschüttet. Die Lobung kann auf vielfältige Weise geschehen, wie beispielsweise durch liebevoll formulierte Worte, Singen eines Liedes oder das Vortragen eines Gedichts über den Baum. Als Dank für die lobenden Worte erhalten die Besucher üblicherweise ein kleines Präsent vom Besitzer des Christbaums. Häufig handelt es sich dabei um eine Spirituose. Alternativ werden auch ein Vesper oder Plätzchen gereicht. Mancherorts wird der Brauch heutzutage auch als Wettbewerb ausgeführt, wobei mehrere Bäume mittels einer Punktevergaben beurteilt und der schönste Baum anschließend gekürt wird.

## Geschichte und Verbreitung
Der Brauch ist in Oberschwaben zwischen Allgäu und Donau sowie in Vorarlberg als Christbaumloben sowie in Teilen Frankens und der Oberpfalz als Christbaumschauen bekannt. Entstanden ist der Brauch vermutlich gegen Ende des 19. Jahrhunderts unabhängig voneindander in den ländlichen Regionen in Schwaben und Nordost-Bayerns. Er diente ursprünglich dazu, den sozialen Zusammenhalt in dieser stillen Zeit zu stärken. In den letzten Jahrzehnten gewann das Christbaumloben durch mediale Aufmerksamkeit an Bekanntheit und wird vereinzelt auch andernorts ausgeführt. In Vorarlberg könnte der Brauch entweder durch die engen kulturellen Verflochtenheit zum schwäbischen Raum eigenständig entstanden sein oder der Brauch etablierte sich dort durch schwäbische Einwanderer in der zweiten Hälfte des 19. Jahrhunderts.